# Lindach (Rügland)
Lindach (fränkisch: Linda) ist ein Gemeindeteil der Gemeinde Rügland im Landkreis Ansbach (Mittelfranken, Bayern). Lindach liegt in der Gemarkung Rügland.

## Geografie
0,5 km nordöstlich des Dorfes liegt die Flur Geißleiten, 0,75 km westlich liegt das Waldgebiet Haag. Eine Gemeindeverbindungsstraße führt zur Staatsstraße 2255 (0,8 km südwestlich), die nach Rügland (2,5 km nordöstlich) bzw. nach Ansbach führt (8,5 km südlich), bzw. zur Kreisstraße AN 9 (1,2 km östlich), die nach Haasgang (1 km nordöstlich) bzw. Neubronn führt (1 km südlich).

## Geschichte
Der Ort wurde 1240 als „Lindach“ erstmals urkundlich erwähnt. Der Ortsname bedeutet Siedlung bei dem Lindenbestand. Die Endung „-ach“ leitet sich von dem althochdeutschen Kollektivsuffix „-ahi“ ab, das in Verbindung mit Baumnamen besonders häufig anzutreffen ist.
Gegen Ende des 18. Jahrhunderts gab es in Lindach 15 Anwesen (1 Drittelhof, 2 Halbhöfe, 9 Köblergüter, 3 Leerhäuser). Das Hochgericht übte das Rittergut Rügland der Herren von Crailsheim im begrenzten Umfang aus. Es hatte ggf. an das brandenburg-ansbachische Hofkastenamt Ansbach auszuliefern. Die Dorf- und Gemeindeherrschaft und die Grundherrschaft über alle Anwesen hatte das Rittergut Rügland. Es gab zu dieser Zeit 14 Untertansfamilien. Von 1797 bis 1808 unterstand der Ort dem Justiz- und Kammeramt Ansbach.
Im Rahmen des Gemeindeedikts wurde Lindach dem 1808 gebildeten Steuerdistrikt Rügland und der 1811 gegründeten Ruralgemeinde Rügland zugeordnet.

## Einwohnerentwicklung
| Jahr      | 001818 | 001840 | 001861 | 001871 | 001885 | 001900 | 001925 | 001950 | 001961 | 001970 | 001987 | 002014 |
| Einwohner | 68     | 83     | 71     | 76     | 74     | 76     | 76     | 92     | 71     | 82     | 70     | 74     |
| Häuser    | 16     | 16     |        |        | 16     | 15     | 15     | 16     | 14     |        | 19     |        |
| Quelle    | [ 14 ] | [ 15 ] | [ 16 ] | [ 17 ] | [ 18 ] | [ 19 ] | [ 20 ] | [ 21 ] | [ 22 ] | [ 23 ] | [ 24 ] | [ 1 ]  |

## Religion
Der Ort ist seit der Reformation evangelisch-lutherisch geprägt und nach St. Margaretha (Rügland) gepfarrt. Die Einwohner römisch-katholischer Konfession sind nach St. Dionysius (Virnsberg) gepfarrt.